# David Elm
David Elm (ur. 10 stycznia 1983 roku w Broakulla, Szwecja) – szwedzki piłkarz występujący na pozycji napastnika w klubie IF Elfsborg. Brat Rasmusa Elma i Viktora Elma.

## Kariera

### Wczesne lata
David Elm swoją karierę rozpoczynał w dwóch szwedzkich klubach, Johansfors IF i Emmaboda IS wraz z młodszymi braćmi Rasmusem i Viktorem.

### Falkenbergs FF
W 2004 roku przeniósł się za darmo do odbywającego swoje mecze w Superettan, szwedzkiego Falkenbergs FF, w którym od razu stał się pewnym punktem drużyny. Występował tam jako typowy cofnięty napastnik, gdzie ogólnie podczas dwóch lat pobytu zdobył 24 bramki w 68 meczach. W 2006 roku opuścił Falkenbergs FF i przeniósł się do Kalmar FF.

### Kalmar FF
Pierwsze mecze w barwach Kalmar FF nie były jednak udane, David był w nich jedynie rezerwowym i na boisko wchodził na ostatnie minuty spotkań. Jednak szybko się to zmieniło i Elm stał się podstawowym zawodnikiem Kalmar FF, gdzie w swoim pierwszym sezonie strzelił 7 bramek w 27 spotkaniach. W 2007 roku zdobył Puchar Szwecji, a w 2008 roku wygrał Allsvenskan. Jego dobra gra w lidze szwedzkiej przyciągnęła zainteresowanie kilku klubów europejskich w tym Fulham F.C.

### Fulham F.C.
1 września 2009 roku Elm podpisał kontrakt z Fulham opiewający na 500 000 £.

## Sukcesy
- Mistrzostwo Szwecji - sezon 2008.
- Puchar Szwecji - sezon 2007.